# Joos de Beer
Joos de Beer (circa de 1530 - Utrecht, 1591-1593) fou un pintor neerlandès.

## Biografia
Segons Karel van Mander va realitzar el seu aprenentatge amb Frans Floris a Anvers. Posteriorment va tornar a la seva ciutat natal, on va establir taller, estant alhora mestre d'Abraham Bloemaert i Joachim Wtewael.
Juntament amb Anthonie Blocklandt van Montfoort, a qui va conèixer mentre tots dos eren aprenents de Floris, se'l considera fundador de l'escola de pintura d'Utrecht, establerta cap a 1590. Van Mander anota que De Beer conservava en el seu taller moltes obres de Blocklandt que van ser copiades pel jove Bloemaert.